# Полинчет
Полинчет — посёлок в Тайшетском районе Иркутской области России. Входит в состав Полинчетского муниципального образования. Находится примерно в 158 км к северу от районного центра.

## Население
По данным Всероссийской переписи, в 2010 году в посёлке проживал 331 человек (167 мужчин и 164 женщины).